# Stampa a tampone

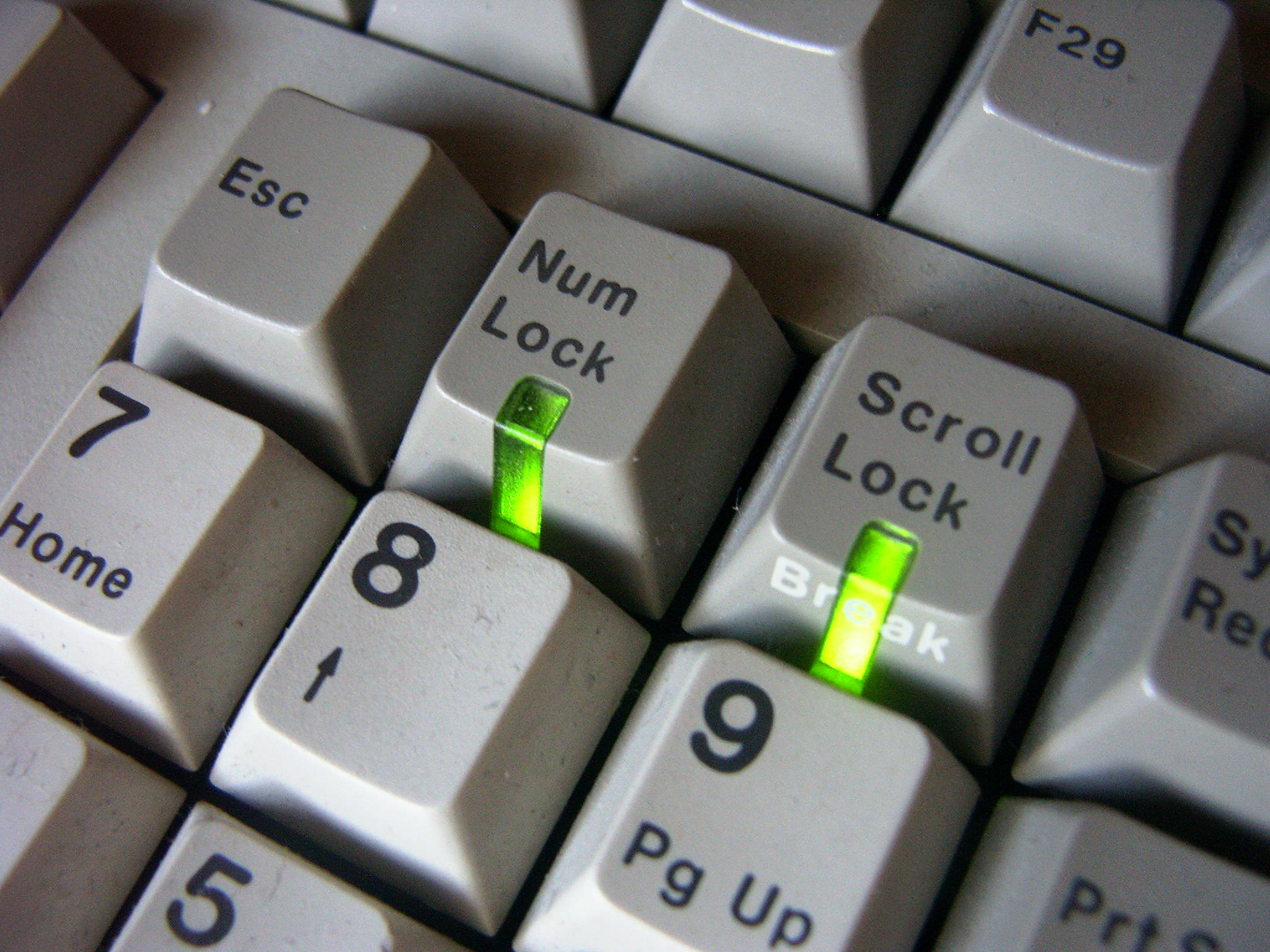
Tasti con tampografie

La stampa a tampone o stampa tampografica (in inglese Pad printing) è un procedimento di stampa indiretto, che permette di riprodurre, in modo semplice e con elevata fedeltà e risoluzione, disegni, scritte e decori sia su superfici piane che su superfici concave, convesse o comunque irregolari.
Sostanzialmente si potrebbe definire come un sistema che permette di trasferire immagini e grafiche 2D su oggetti e superfici 3D.
Per mezzo di un tampone morbido e flessibile (generalmente in silicone) una pellicola di inchiostro indelebile viene trasferito da una piastra incisa in acciaio o in fotopolimero (cliché tampografico) sulla superficie del supporto. La superficie di stampa può essere non planare grazie al tampone di stampa morbido che si può adattare facilmente alle diverse forme su cui viene pressato. La tampografia permette di stampare con una definizione superiore alla serigrafia, consentendo la riproduzione dei tratti più sottili con nitidezza, anche a più colori e stampando "bagnato su bagnato". Si possono infatti ottenere ottime stampe anche in quadricromia, utilizzando retinature sui cliche (soprattutto quelli in fotopolimero), simili a quelli utilizzati per la litografia.
Questo processo di stampa può essere usato anche per depositare materiali funzionali come inchiostri conduttivi, adesivi, lubrificanti.

## Principi della stampa a tampone
La stampa a tampone può essere vista come una combinazione di metodi utilizzati nella serigrafia e nella rotocalco che insieme hanno originato un nuovo sistema. Inizialmente esistevano lastre di rame su cui venivano incise immagini, con un metodo molto simile al processo della fotoincisione. Nel corso dei secoli sono cambiati materiali e metodi, ma il principio cardine è sempre lo stesso: su una lastra (cliché) vengono incise delle cavità con la forma da stampare, le quali vengono poi riempite con l'inchiostro; quindi viene pressato su queste cavità inchiostrate uno stampo di gomma siliconica (il tampone) che "preleva" il colore dalle parti incise; a questo punto il tampone viene pressato sull'oggetto da stampare e vi trasferisce l'inchiostro.
Per chiarezza si può suddividere in una serie di fasi:
1. Su un cliché (metallico o polimerico) viene incisa un'immagine, ed il cliché viene montato sulla macchina tampografica.
2. La superficie del cliché viene inchiostrata e poi ripulita.
3. Un tampone (oggi in gomma siliconica) viene premuto contro il cliché e "raccoglie" l'inchiostro "sagomato".
4. Il tampone viene spostato sull'oggetto da stampare e viene premuto contro di esso fino ad adattarsi alla superficie.
5. Il tampone viene rimosso dall'oggetto rilasciando l'inchiostro sulla superficie di esso.

Il processo è diverso dalla serigrafia, dove si inchiostra un telaio e poi lo si passa con una spatola (racla). Nella serigrafia quest'ultima operazione comporta il trasferimento diretto dell'immagine sul supporto. Nella stampa a tampone la grafica viene prima trasferita sul tampone e immediatamente dopo depositata sul supporto da stampare. A differenza della stampa a rotocalco, il tampone non costituisce la fonte dell'immagine, bensì il mezzo di trasferimento della stessa. 
Tutte le macchine per stampa a tampone si basano su due sistemi operativi fondamentali, comunemente chiamati "aperto" e "chiuso".
Con apparecchiature adeguate, si possono riprodurre simultaneamente più immagini e su diversi lati di un oggetto, anche ad altezze differenti, su superfici inclinate o verticali. Alcune aziende producono tamponi per stampare su superfici a 180°.

## Campi di applicazione
La stampa tampografica è conosciuta per essere la tecnica più adatta ed a volte l'unica, a stampare su superfici ed oggetti non piani, ma altrettanto bene stampa su superfici piane.
Le applicazioni potrebbero essere tantissime, ma viene di fatto impiegata per lo più nella stampa di supporti rigidi e semirigidi di piccole dimensioni. Viene apprezzata dove è richiesta la stampa multicolore in un solo ciclo, dove è necessaria una rapidità di essiccazione (su linee automatiche, vicino a presse ad iniezione) e dove è ricercata la più alta qualità di stampa, soprattutto su tratti sottili difficilmente raggiunti con la stampa serigrafica.
Per l'estrema adattabilità a superfici e materiali, trova applicazione in svariati settori merceologici: spazzolini da denti, tazze da caffè, manopole di forni, radio e televisori, telecomandi, telefoni, quadranti di orologi, tastiere, monitor, montature di occhiali, scarponi da sci, flaconi per cosmetica, frontali di lavatrici.

## Storia e origini
La tampografia potrebbe essere interpretata come un'evoluzione industriale del tradizionale ed antichissimo timbro di gomma. Se poi vogliamo andare ancor più indietro possiamo pensare addirittura alla stampa con le patate. Sembra che la nascita della tampografia sia da collocare nell'800 e sia da attribuire all'esigenza di alcuni orologiai svizzeri, che avevano la necessità di stampare con elevata precisione sui quadranti degli orologi. Il metodo di stampa a tampone fu inizialmente limitato all'Europa, fino ai primi anni settanta, periodo in cui alcuni costruttori cominciarono ad esportare in tutto il mondo i loro prodotti. La tampografia si è sviluppata a livello industriale solo negli ultimi trent'anni anche grazie all'introduzione dei tamponi in gomma siliconica, facilmente deformabili e inchiostro-repellenti (caratteristica essenziale perché l'inchiostro non rimanga attaccato al tampone anziché alla superficie cui deve aderire) e agli inchiostri a solvente, che per la rapidità di essiccazione permisero la stampa industriale colore su colore. Negli ultimi anni poi la tecnologia laser ha permesso l'abbandono dell'incisione fotochimica dei cliché e la loro evoluzione dal rame all'acciaio e ad altri materiali. 
La stampa a tampone dovette competere direttamente con le tecniche più tradizionali come la stampa a caldo e la serigrafia industriale. Ma non appena i vantaggi cominciarono a rendersi evidenti, la tampografia si estese sempre di più: da tecnica per specifiche applicazioni, fino ad arrivare, oggi, a essere il sistema di stampa su oggetti più utilizzato.
Una possibile cronistoria della stampa a tampone è la seguente:
Oltre 200 anni fa.
Le origini della stampa a tampone possono essere rintracciate oltre 200 anni fa quando il primo sistema di trasferimento manuale offset fu realizzato utilizzando un materiale gelatinoso anziché la gomma per trasferire l'immagine: i primi cliché per questo sistema di stampa venivano realizzati in rame e incisi a mano. Oggi sono generalmente incisi con sistemi fotochimici su lastre d'acciaio.
Prima del 1956.
La prima applicazione di un sistema di stampa tampografica primitivamente meccanizzato fu impiegato molto dopo in Svizzera per stampare i quadranti degli orologi.
1965 - I primi tampografi moderni.
In Germania il giovane Wilfried Philipp dopo numerosi tentativi realizza il primo prototipo ufficiale di una macchina tampografica moderna per stampare mediante tamponi di gelatina sui quadranti degli orologi.
1968 - Introduzione di tamponi in silicone vulcanizzato a freddo e inchiostri a solvente.
Invenzione e sperimentazione erano parte integrante della vita del sig. Philipp e la sua azienda e furono loro ad inventare le macchine tampografiche. Ma l'idea che cambiò la vita di Philipp, della sua azienda "Tampoprint" e la storia della tampografia  arrivò nel 1968 e fu l'impiego, da parte di Tampoprint, della gomma siliconica e degli inchiostri a solvente.
Questi ultimi resero possibile la stampa "bagnato su bagnato" e quindi la stampa multicolore. Inoltre questa nuova combinazione silicone-inchiostri a solvente Queste macchine acceleravano molto la produzione rispetto ai sistemi manuali tradizionali.
Queste novità furono introdotte nel mercato dei prodotti in plastica: pare che una delle prime applicazioni fu stampare gli occhi multi-colore delle bambole cinesi.
1970-1971 - Diffusione mondiale
Presentazione mondiale delle nuove tecniche alla fiera internazionale di Hannover.
Nel 1971 la prima macchina da stampa tampografica elettromeccanica brevettata, la TS100, viene presentata alla più grande fiera mondiale della plastica (il K71 di Dusseldorf in Germania). La macchina fu un successo e 100 di esse vennero vendute ai fabbricanti svizzeri di orologi.
1990-1995 - Automazione introdotta nella tampografia.
Vengono introdotte automazioni speciali per stampare su sfere, siringhe, casette ecc.
1995-2000 - Incisione Laser e progressi tecnologici 
Viene introdotta nella stampa tampografica, come in altri settori, l'incisione Laser, che permette l'incisione su qualsiasi tipo di substrato e sostituisce quella chimica. Durante questo periodo la stampa a tampone fa enormi passi avanti grazie all'evoluzione generale dei sistemi di stampa.

## Approfondimenti e documenti
- Pad Printing Process (Inglese) (PDF), su tecaprint.ch.
- Macchina per Pad Printing, su asert.it.
- A basic Overview of the pad printing process (Inglese), su padprintmachinery.com. URL consultato il 18 gennaio 2009 (archiviato dall'url originale il 20 febbraio 2009).
- Understanding Pad in Pad Printing (Inglese), su padprintmachinery.com. URL consultato il 18 gennaio 2009 (archiviato dall'url originale il 18 gennaio 2009).
- Choosing the correct Cliché in Pad Printing (Inglese), su padprintmachinery.com. URL consultato il 18 gennaio 2009 (archiviato dall'url originale il 18 gennaio 2009).
- Principi della stampa tampografica: sistemi aperto e chiuso, su tosh.it. URL consultato il 18 gennaio 2009 (archiviato dall'url originale il 25 gennaio 2009).
- History of Pad Printing (Inglese), su printag.com.au. URL consultato il 18 gennaio 2009 (archiviato dall'url originale il 20 settembre 2008).
- Pad Print -Brief History and Theory (Inglese) (PDF) [collegamento interrotto], su screenprintsupply.com.